# Microrégion du littoral nord-est

Localisation de la microrégion du littoral nord-est

La microrégion du littoral nord-est est l'une des quatre microrégions qui subdivisent la mésorégion de l'est de l'État du Rio Grande do Norte au Brésil.
Elle comporte 7 municipalités qui regroupaient 85 448 habitants en 2006 pour une superficie totale de 2 542 km2.

## Municipalités[1]
- Maxaranguape
- Pedra Grande
- Pureza
- Rio do Fogo
- São Miguel do Gostoso
- Taipu
- Touros